# Zoltán Halmay
Zoltán Imre Ödön Halmay (18 czerwca 1881 w Vysokiej pri Morave, zm. 20 maja 1956 w Budapeszcie) – węgierski pływak. Występował na letnich igrzyskach olimpijskich w Paryżu letnich igrzyskach olimpijskich w Saint Louis i letnich igrzyskach olimpijskich w Londynie. Jego dorobek olimpijski to 2 złote, 4 srebrne i 1 brązowy medal. Startował na olimpiadzie letniej, zdobywając złoto w sztafecie 4 × 250 m i srebro na 100 m stylem dowolnym. Medale zdobyte na letniej olimpiadzie nie stanowią dorobku olimpijskiego.